# Río Zayandeh

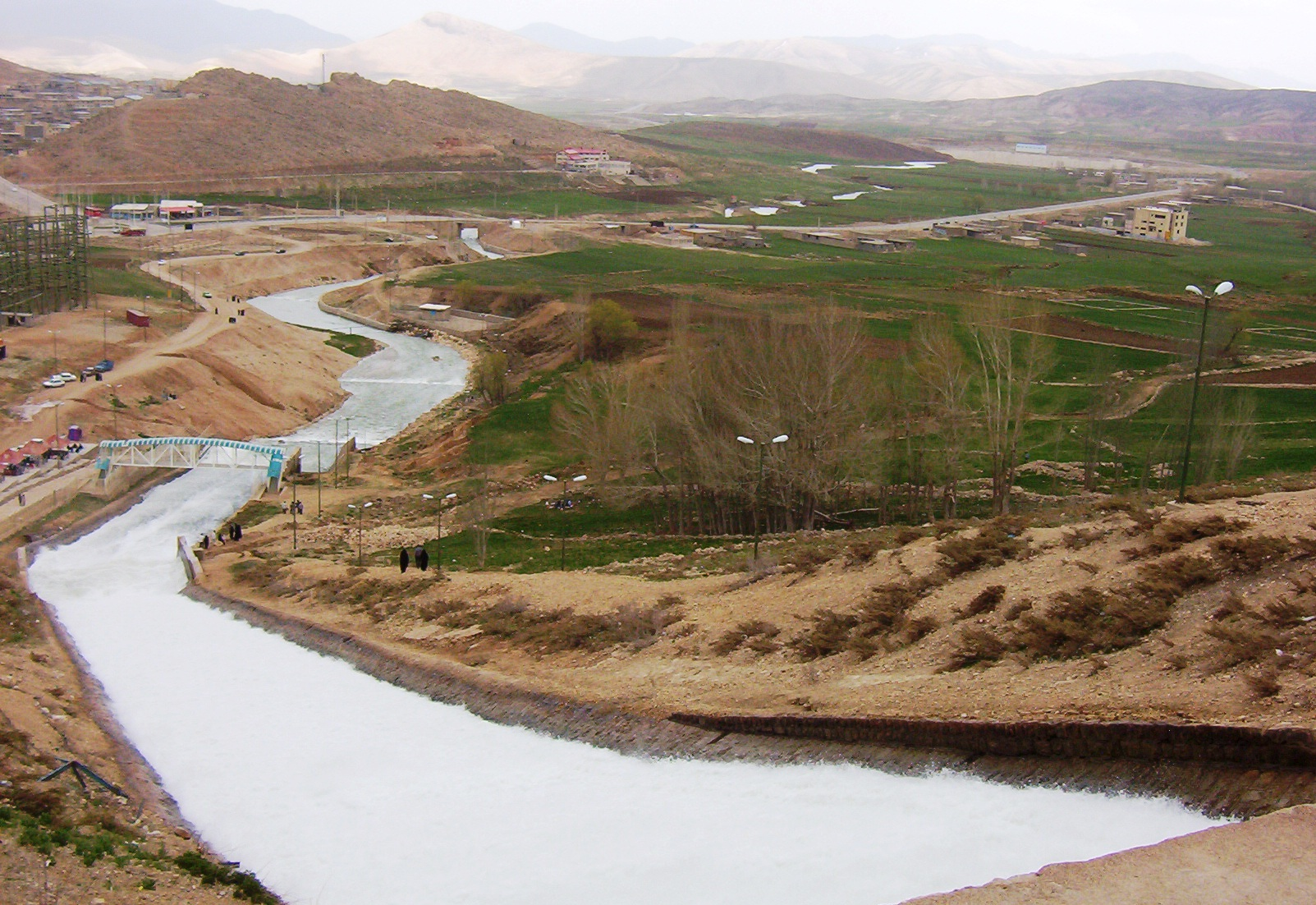
El origen del río Zayandeh, el túnel de Koohrang extrae agua del interior de los montes Zagros.

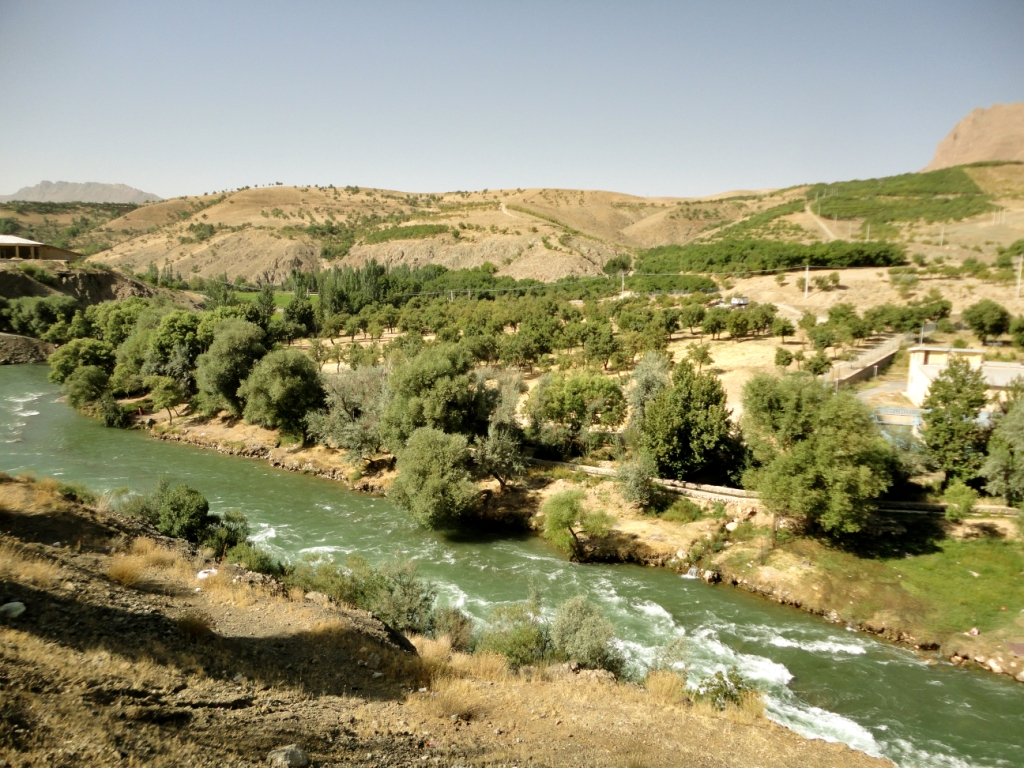

El río Zayandeh, o Zāyandé-Rud o Zāyanderūd (en persa: زاینده رود‎, del زاینده, «dador de vida» y de رود, «río»), también transcrito como Zayandeh-Rood o Zayanderood, es el río más grande de la meseta central de Irán, que nace en la provincia de Chahar Mahal y Bajtiarí y discurre casi íntegramente por la provincia de Isfahán. Tiene una longitud de unos 400 km y drena una cuenca de 41 500 km², similar a países como Países Bajos (132.º) o Suiza (133.º).

## Geografía
El Zayandeh nace en la subcordillera de Zard Kuh de los montes Zagros en la provincia de Chahar Mahal y Bajtiarí. Fluye durante unos 400 km en dirección este hasta desembocar en el pantano de Gavkhouni, un lago salado estacional localizado al sureste de la ciudad de Isfahán. El Zayandeh, a diferencia de muchos de los ríos de Irán que son de temporada, tiene un importante flujo durante todo el año. El río es atravesado por muchos puentes históricos de la era safávida, y fluye a través de muchos parques.
La cuenca del río Zayandeh tiene una superficie de 41.500 km², entre los 3.974 m y los 1.466 m, con una caída de lluvia promedio de 130 mm y una temperatura media mensual de 3 °C a 29 °C. Hay 2.700 km² de tierras de regadío en la cuenca, con agua derivada desde las nueve unidades hidráulicas principales del río Zayandeh, pozos, qanat y manantiales de los valles laterales. El agua del río Zayandeh da vida a la gente del centro de Irán, principalmente a las provincias de Isfahán y Yazd. El agua desviada por persona es de 240 litros/ día en las zonas urbanas y de 150 litros/día en los pueblos. El caudal del río se ha estimado en 1,2 km³ por año, o 38 m³/s.

## Historia
La gente ha vivido en las orillas del río Zayandeh durante miles de años. Las primeras evidencias de ocupación humana a lo largo del río se encuentran en una cueva llamada Qaleh Bozi, localizada cerca de Dizicheh, al suroeste de Isfahán. Hace más de 40.000 años, grupos de cazadores paleolíticos (los neandertales) utilizaban las cuevas de Qaleh Bozi como un refugio para su ocupación estacional o temporal y dejaron en ellas herramientas de piedra y huesos de animales cazados. Una antigua cultura prehistórica, la civilización del río Zayandeh, floreció a lo largo de las orillas del Zayandeh en el sexto milenio antes de Cristo.
El río Zayandeh atraviesa la ciudad de Isfahán, un importante centro cultural y económico de Irán. En el siglo XVII, Shaikh Bahai (un influyente erudito y asesor de la dinastía Safávida), diseñó y construyó un sistema de canales (maadi) para distribuir el agua del Zayandeh a los suburbios de Isfahán. El agua del río Zayandeh contribuyó al crecimiento de la población y de la economía, y ayudó a establecer Isfahán como un centro influyente, y le dio un paisaje verde a Isfahán, una ciudad en medio de un desierto.
Arthur Pope (un arqueólogo norteamericano e historiador de arte persa) y su esposa Phyllis Ackerman están enterrados en una pequeña tumba en un ambiente agradable en sus orillas. Richard Frye (un erudito norteamericano de Estudios de Asia Central y de Irán) también ha pedido ser enterrado allí.

## Uso del agua y división
Hasta la década de 1960 en la provincia de Isfahán la distribución de agua siguió el Tomar, un documento que afirma estar datado en el siglo XVI. El Tomar divide el caudal del río Zayandeh en 33 partes que fueron luego específicamente asignados a los ocho principales distritos de la región. A nivel de distrito el caudal de agua fue dividido, ya sea en base al tiempo, o por el uso de presas variables, de modo que la proporción podía mantenerse independientemente de la altura del flujo.
Durante siglos la ciudad de Isfahán había sido un asentamiento en un oasis, conocida por sus fértiles tierras circundantes y la prosperidad. Hasta la década de 1960 la demanda industrial de agua era mínima, lo que permitió que los escasos recursos hídricos fueran utilizados principalmente para la agricultura. Con una población cada vez mayor dentro de la cuenca, y con la elevación del nivel de vida, sobre todo dentro de la ciudad, la presión sobre los recursos hídricos fue cada vez mayor hasta que la división del agua del Tomar ya no fue factible. La creación de grandes siderurgias y otras nuevas industrias demanda agua.
La presa de Chadegan, en 1972, fue un gran proyecto hidroeléctrico para ayudar a estabilizar el flujo de agua y generar electricidad. La presa fue llamada inicialmente presa Shah Abbas, en honor de Shah Abbas I, el rey más influyente de la dinastía Safávida, pero en 1979 el nombre fue cambiado a presa Zayandeh después de la revolución iraní. Desde 1972, el embalse de Chadegan ha ayudado a prevenir las inundaciones estacionales del río Zayandeh.
El 80% del agua extraída del Zayandeh se utiliza para la agricultura, el 10% para el consumo humano (agua potable y necesidades domésticas de una población de 4,5 millones de personas), un 7% para la industria (como las empresas siderúrgicas Zobahan-e-Esfahan y Foolad Mobarekeh, la petroquímica de Isfahán, refinerías y centrales eléctricas) y el 3% para otros usos. Ha habido una serie de proyectos de túneles (Koohrang) para redirigir el agua del río Karun (el río más grande de Irán, que también comienza en los montes Zagros), al Zayandeh. Estos han ayudado a proveer agua para la creciente población y las nuevas industrias, tanto en las provincias Isfahán como en Yazd.

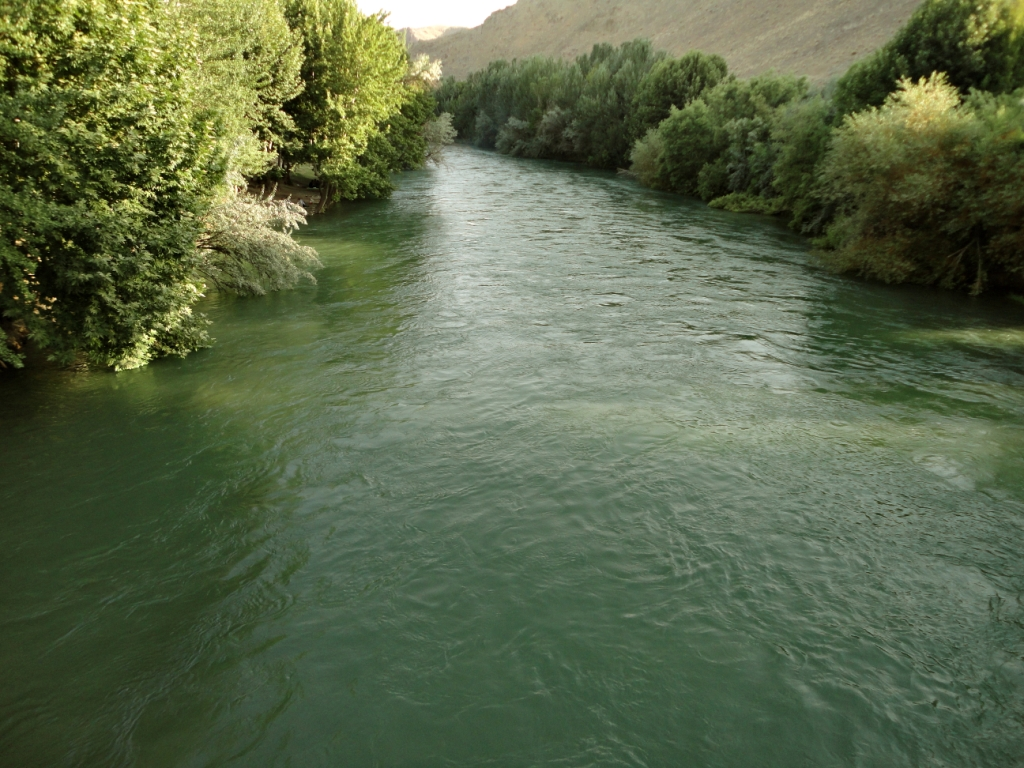
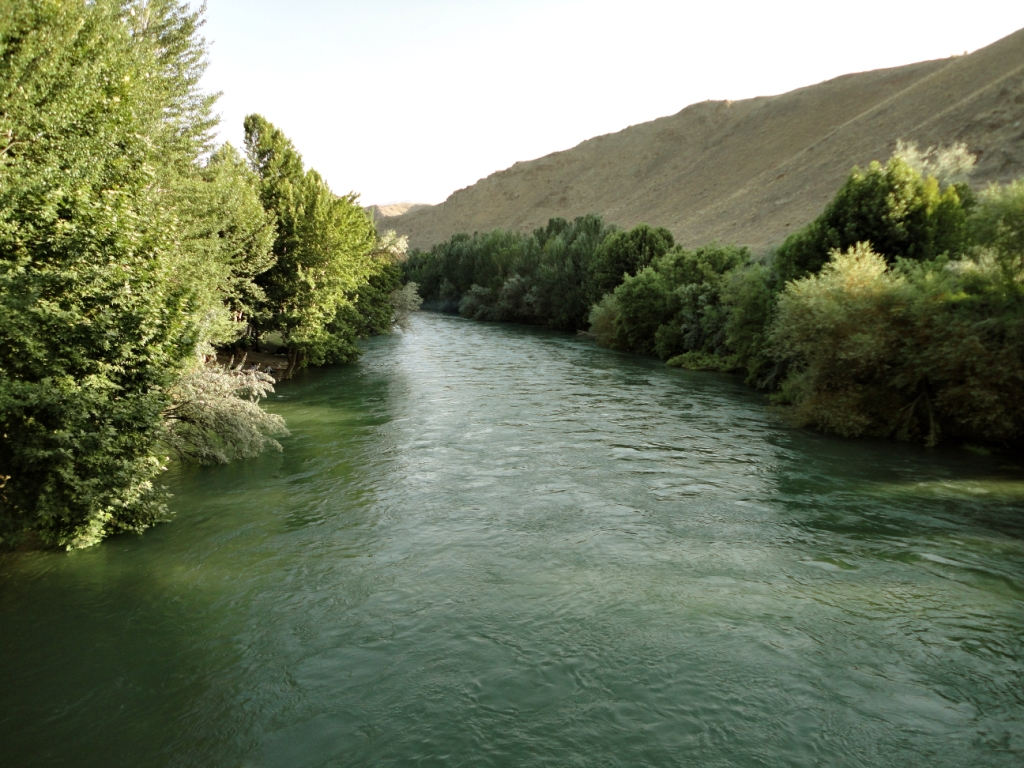
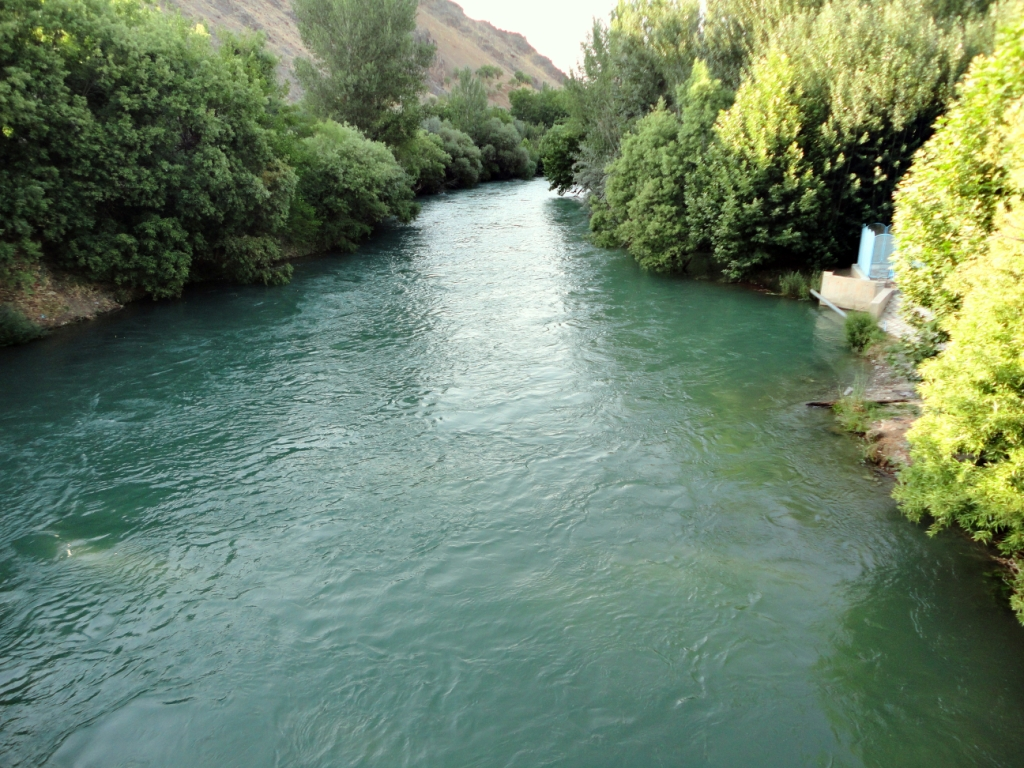

## Usos recreativos
En el tramo del río Zayandeh que cruza la ciudad de Isfahán hay puentes, parques, botes de remo y cafés y restaurantes tradicionales que destacan en el rico patrimonio cultural de Isfahán, y que están entre las principales atracciones turísticas para los iraníes, así como para visitantes internacionales.

## Puentes
Hay varios puentes (pol) nuevos y viejos sobre el río Zayandeh. El más antiguo, el puente de Schahrestan, construido en el siglo V, se encuentra todavía en uso como paso de peatones en el pueblo de Sharestan .
Puentes sobre el río Zayandeh en la ciudad de Isfahán:
| - puente Marnan, construido en el año 1599 (peatonal); - puente Vahid, construido en el año 1976; - puente Vahid II, construido en el año 2007; - puente Felezi, construido en los años 1950; - puente Azar, construido en el año 1976; - Si-o-se Pol, construido en el año 1632 (peatonal); - puente Ferdosi, construido en los años 1980; | - puente Joui, construido en el siglo XVII (peatonal) - puente Khaju, construido en 1650 (peatonal) - puente Bozorgmehr, construido en los años 1970; - puente Ghadir, construido en el año 2000 - puente de Schahrestan, construido en el siglo XI (cimentaciones del siglo V d. C.) (peatonal) |

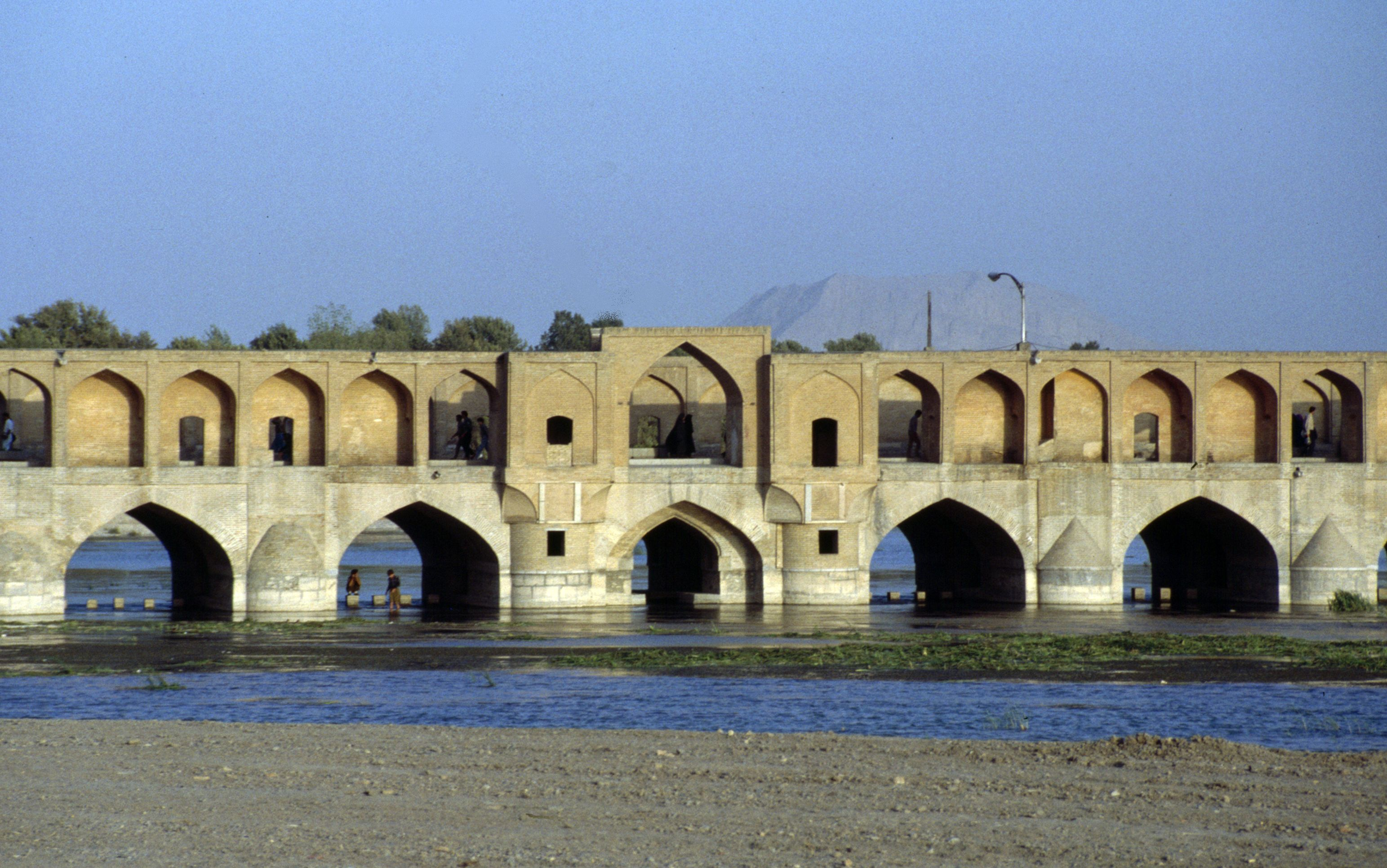
Puente Si-o-se Pol
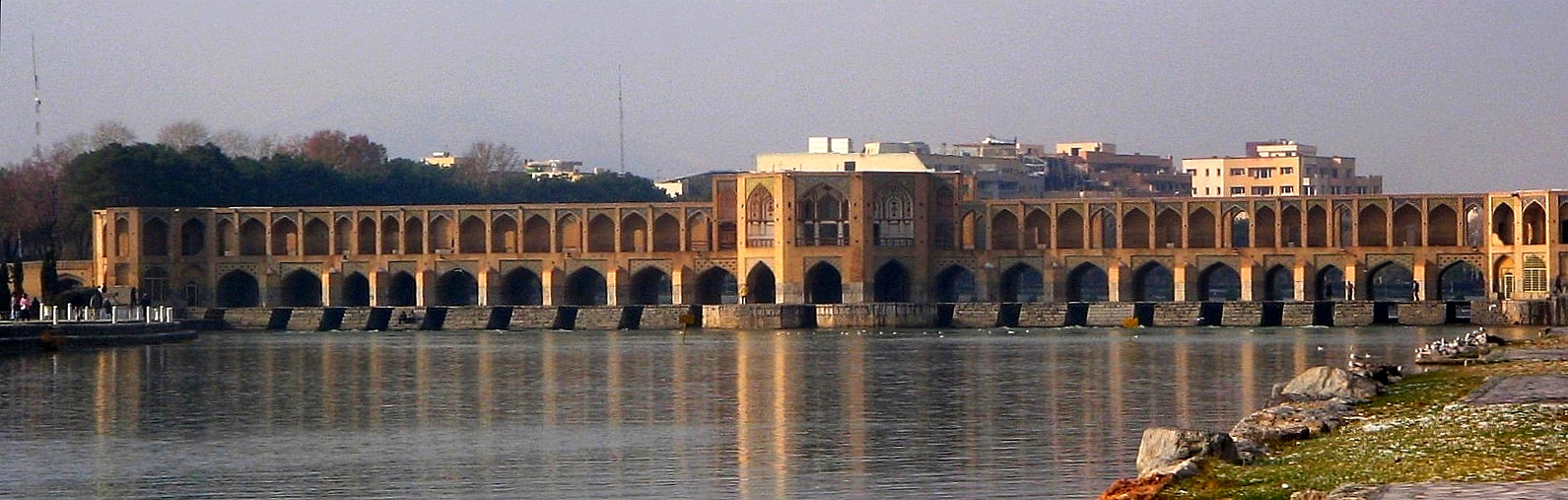
Puente Khaju
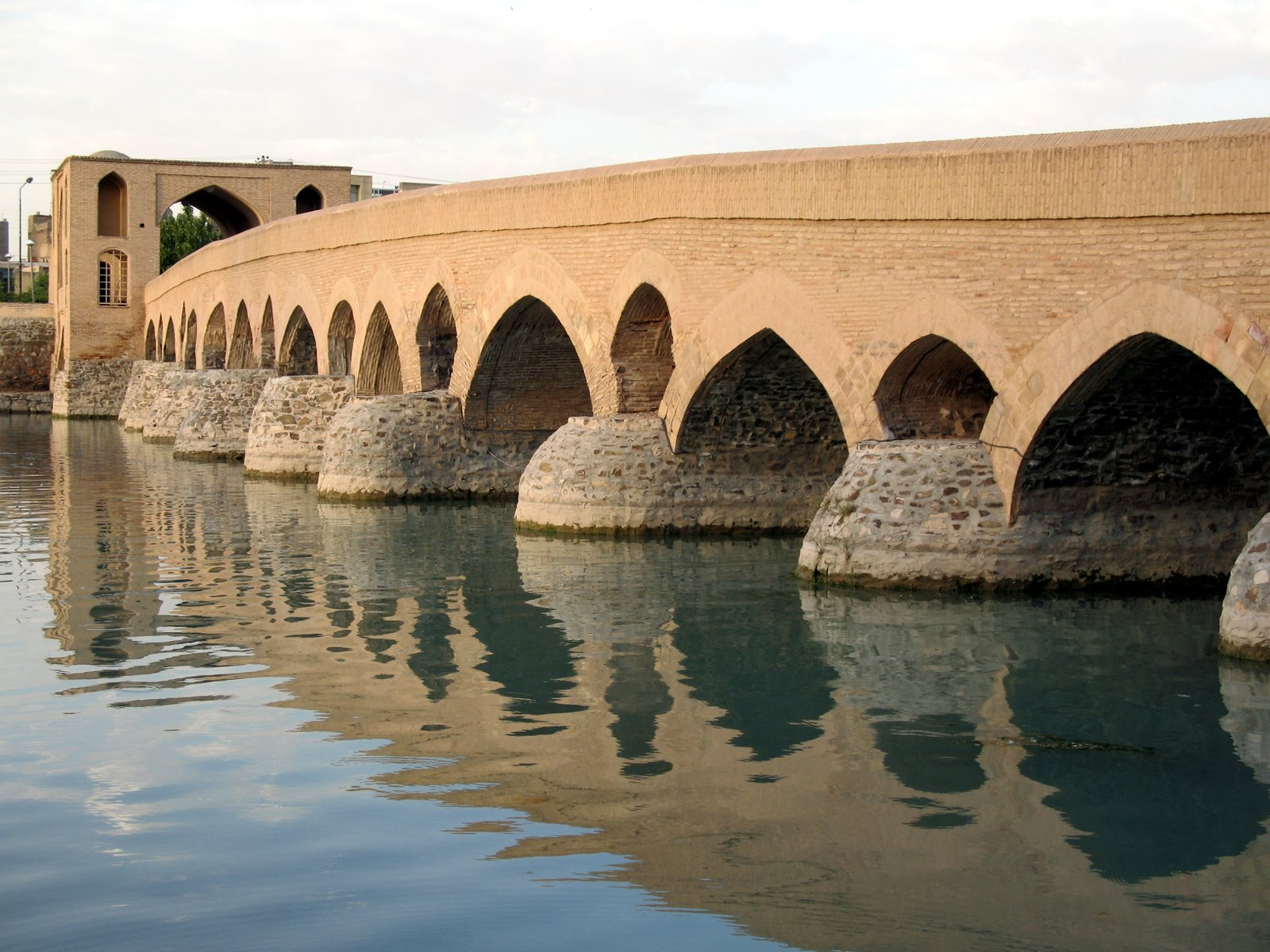
Puente de Schahrestan,